# Mansour Hamzi
Mansour Hamzi (en árabe: منصور حمزي‎; Harmah, 17 de enero de 1992) es un futbolista saudí que juega en la demarcación de extremo para el Damac FC de la Liga Profesional Saudí.

## Selección nacional
Hizo su debut con la selección de fútbol de Arabia Saudita el 21 de marzo de 2019 en un encuentro amistoso contra Emiratos Árabes Unidos que finalizó con un resultado de 2-1 a favor del combinado emiratí tras el gol de Abdulfattah Adam para Arabia Saudita, y de Bandar Al-Ahbabi y Ali Mabkhout para Emiratos Árabes Unidos.

## Clubes
| Club          | País           | Año       | Partidos | Goles |
| ------------- | -------------- | --------- | -------- | ----- |
| Al Faisaly FC | Arabia Saudita | 2013-2018 | 95       | 10    |
| Al Fateh SC   | Arabia Saudita | 2018-2019 | 27       | 2     |
| Al-Hazem FC   | Arabia Saudita | 2019-2020 | 26       | 2     |
| Damac FC      | Arabia Saudita | 2020-2023 | 86       | 10    |
| Al-Khaleej FC | Arabia Saudita | 2023-     | 8        | 2     |